# Rosie Pioth
Rosie Pioth est une journaliste indépendante congolaise, correspondante pour France 24 au Congo-Brazzaville et pour Associated Press Vidéo. Elle exerce dans divers médias, couvrant la radio, la télévision et la presse écrite.

## Biographie
Rosie Pioth commence sa carrière dans le journalisme à Kinshasa, en République démocratique du Congo (RDC), où elle travaille comme correspondante pour Deutsche Welle.  
Elle couvre notamment des sujets de proximité, des questions sociales et des relations diplomatiques.Elle est initiatrice de la lutte contre la désinformation en République du Congo,  Fact-Check Congo avec l'association Initiative Stop Desinfo,. 
En 2008, elle reçoit le prix du Programme des Nations unies pour le développement (PNUD) en RDC pour le meilleur reportage télévisé sur la protection de l’environnement, récompensant son travail d’investigation et son engagement.

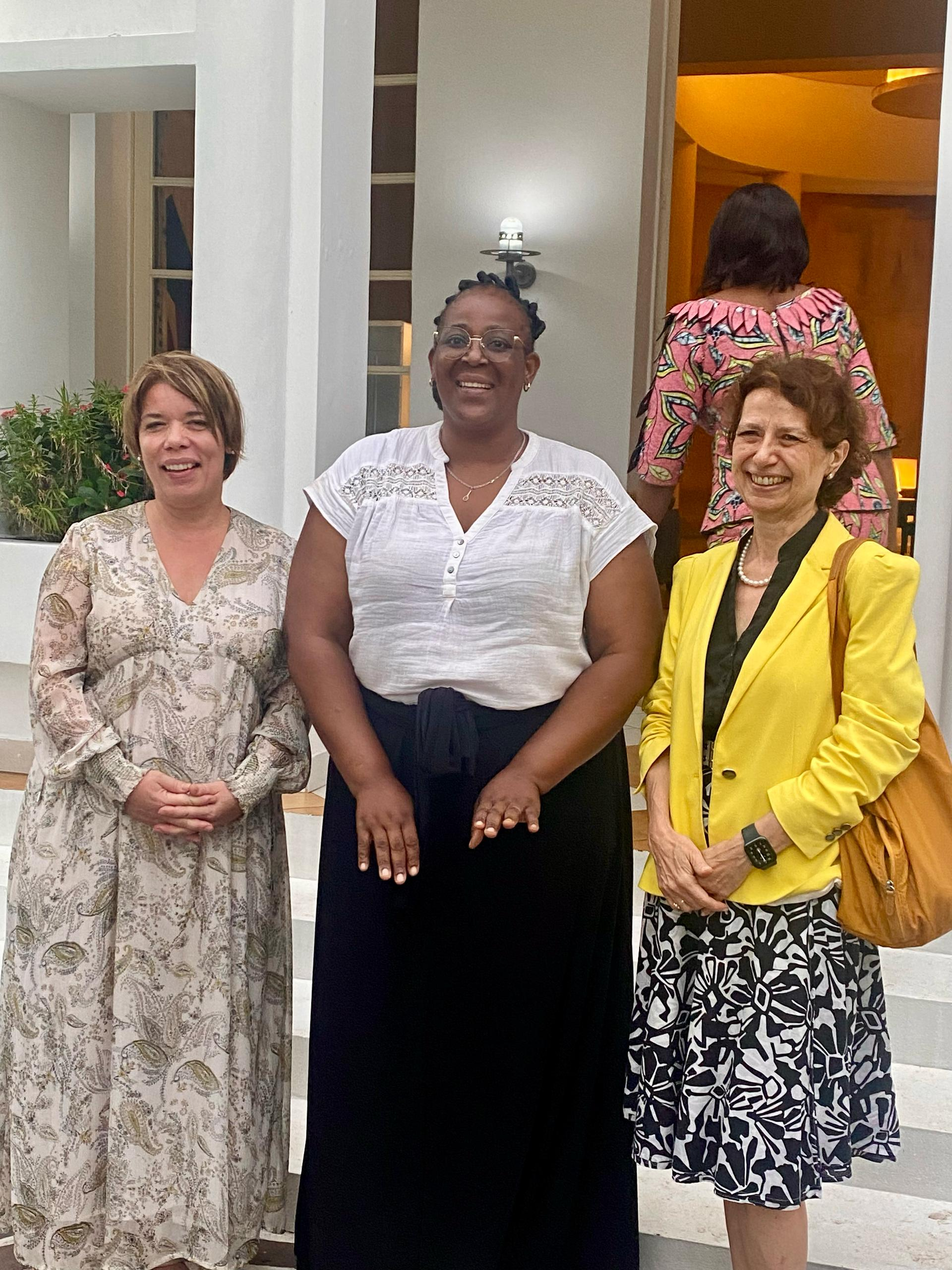
Photo de Rosie Pioth avec deux ambassadrices

Elle s’installe à Pointe-Noire, en République du Congo, où elle collabore avec plusieurs médias internationaux, dont Anadolu Agency, ainsi qu’avec la chaîne locale DRTV. Elle rejoint ensuite Africanews, la chaîne sœur d’Euronews, en tant que coordinatrice des informations, un poste qu’elle occupe pendant trois ans.
En 2024 jusqu'à ce jours, Rosie Pioth travaille comme journaliste indépendante, servant de correspondante pour France 24 et Associated Press Vidéo depuis Congo-Brazzaville.